# Vuelta a Castilla y León 2011
La Vuelta a Castilla y León 2011, ventiseiesima edizione della corsa, si svolse dal 13 al 17 aprile su un percorso di 724 km ripartiti in 5 tappe, con partenza a Medina de Rioseco e arrivo a Medina del Campo. Fu vinta dallo spagnolo Xavier Tondó della Movistar Team davanti all'olandese Bauke Mollema e allo spagnolo Igor Antón.

## Tappe
| Tappa  | Data      | Percorso                                        | km    | Vincitore di tappa | Leader cl. generale |
| ------ | --------- | ----------------------------------------------- | ----- | ------------------ | ------------------- |
| 1ª     | 13 aprile | Medina de Rioseco > Palencia                    | 174,4 | Francisco Ventoso  | Francisco Ventoso   |
| 2ª     | 14 aprile | Valladolid > Salamanca                          | 213   | Francisco Ventoso  | Francisco Ventoso   |
| 3ª     | 15 aprile | Benavente > Laguna de Peces                     | 157,2 | Filippo Savini     | Bauke Mollema       |
| 4ª     | 16 aprile | Zamora > Zamora (cron. individuale)             | 11,2  | Alberto Contador   | Xavier Tondó        |
| 5ª     | 17 aprile | Madrigal de las Altas Torres > Medina del Campo | 167,7 | Ben Swift          | Xavier Tondó        |
| Totale | Totale    | Totale                                          | 724   |                    |                     |

## Dettagli delle tappe

### 1ª tappa
- 13 aprile: Medina de Rioseco > Palencia – 174,4 km

| Pos. | Corridore         | Squadra  | Tempo    |
| ---- | ----------------- | -------- | -------- |
| 1    | Francisco Ventoso | Movistar | 4h12'57" |
| 2    | Manuel Belletti   | Colnago  | s.t.     |
| 3    | Marko Kump        | Geox-TMC | s.t.     |

| Pos. | Corridore         | Squadra  | Tempo    |
| ---- | ----------------- | -------- | -------- |
| 1    | Francisco Ventoso | Movistar | 4h12'57" |
| 2    | Manuel Belletti   | Colnago  | s.t.     |
| 3    | Marko Kump        | Geox-TMC | s.t.     |

### 2ª tappa
- 14 aprile: Valladolid > Salamanca – 213 km

| Pos. | Corridore         | Squadra  | Tempo    |
| ---- | ----------------- | -------- | -------- |
| 1    | Francisco Ventoso | Movistar | 5h06'23" |
| 2    | Sérgio Ribeiro    | Barbot   | s.t.     |
| 3    | Russell Downing   | Sky      | s.t.     |

| Pos. | Corridore         | Squadra  | Tempo    |
| ---- | ----------------- | -------- | -------- |
| 1    | Francisco Ventoso | Movistar | 9h19'20" |
| 2    | Russell Downing   | Sky      | s.t.     |
| 3    | Jaime Castaneda   | EPM-UNE  | s.t.     |

### 3ª tappa
- 15 aprile: Benavente > Laguna de Peces – 157,2 km

| Pos. | Corridore          | Squadra  | Tempo    |
| ---- | ------------------ | -------- | -------- |
| 1    | Filippo Savini     | Colnago  | 3h58'25" |
| 2    | Bauke Mollema      | Rabobank | a 7"     |
| 3    | Domenico Pozzovivo | Colnago  | s.t.     |

| Pos. | Corridore     | Squadra   | Tempo     |
| ---- | ------------- | --------- | --------- |
| 1    | Bauke Mollema | Rabobank  | 13h17'52" |
| 2    | Xavier Tondó  | Movistar  | a 3"      |
| 3    | Igor Antón    | Euskaltel | s.t.      |

### 4ª tappa
- 16 aprile: Zamora > Zamora (cron. individuale) – 11,2 km

| Pos. | Corridore        | Squadra   | Tempo  |
| ---- | ---------------- | --------- | ------ |
| 1    | Alberto Contador | Saxo Bank | 13'42" |
| 2    | Richie Porte     | Saxo Bank | a 1"   |
| 3    | Xavier Tondó     | Movistar  | a 3"   |

| Pos. | Corridore     | Squadra   | Tempo     |
| ---- | ------------- | --------- | --------- |
| 1    | Xavier Tondó  | Movistar  | 13h31'40" |
| 2    | Bauke Mollema | Rabobank  | a 9"      |
| 3    | Igor Antón    | Euskaltel | a 17"     |

### 5ª tappa
- 17 aprile: Madrigal de las Altas Torres > Medina del Campo – 167,7 km

| Pos. | Corridore         | Squadra   | Tempo    |
| ---- | ----------------- | --------- | -------- |
| 1    | Ben Swift         | Sky       | 3h30'00" |
| 2    | Francisco Ventoso | Movistar  | s.t.     |
| 3    | Rubén Pérez       | Euskaltel | s.t.     |

| Pos. | Corridore     | Squadra   | Tempo     |
| ---- | ------------- | --------- | --------- |
| 1    | Xavier Tondó  | Movistar  | 17h01'40" |
| 2    | Bauke Mollema | Rabobank  | a 9"      |
| 3    | Igor Antón    | Euskaltel | a 17"     |

## Classifiche finali

### Classifica generale
| Pos. | Corridore          | Squadra   | Tempo     |
| ---- | ------------------ | --------- | --------- |
| 1    | Xavier Tondó       | Movistar  | 17h01'40" |
| 2    | Bauke Mollema      | Rabobank  | a 9"      |
| 3    | Igor Antón         | Euskaltel | a 17"     |
| 4    | Domenico Pozzovivo | Colnago   | a 40"     |
| 5    | Jérôme Coppel      | Saur      | a 47"     |
| 6    | Juan Pablo Suárez  | EPM-UNE   | s.t.      |
| 7    | Dario David Cioni  | Sky       | a 54"     |
| 8    | Ricardo García     | Orbea     | a 58"     |
| 9    | Juan Manuel Gárate | Rabobank  | a 59"     |
| 10   | Laurens ten Dam    | Rabobank  | a 1'16"   |